# Галантный стиль
Галантный стиль (фр. style galant, учтивый / изысканный стиль) — музыкальный термин, которым в целом описываются предклассические и раннеклассические течения в западноевропейской музыке конца XVII и первой половины XVIII века.

## Краткая характеристика
О «галантности» в современной им музыке писали многие учёные и композиторы XVIII века, среди них И. И. Кванц, И. Маттезон, И. Й. Фукс, И. Д. Хайнихен. В сочинениях Дж. Б. Саммартини, Дж. Б. Перголези, Б. Галуппи, Д. Скарлатти, композиторов Берлинской школы, И. К. Баха под влиянием французских просветителей установился новый стиль, выдвинувший как эстетические достоинства ясность, простоту и изящество музыки. В отличие от «учёного» контрапункта барокко, галантный стиль был рассчитан на просвещённого любителя, ожидавшего от искусства наслаждения. Полифонический склад уступил место гомофонному, с присущими ему мелодией и функционально чётким гармоническим сопровождением, периодической акцентной метрикой, прозрачной фактурой.
Эпитет «галантный» встречается также во французских названиях опер-балетов (напр., «Галантная Индия» Ж. Ф. Рамо, «Галантная Европа» А. Кампра), ансамблевых и сольных инструментальных сочинений (фр. galanterie), часто появляется в танцевальных сюитах («галантный» менуэт). С середины XVIII в. музыка насыщается экспрессией, «чувствительностью» (см. Сентиментализм); рудименты галантного стиля отмечаются в сочинениях композиторов Венской классической школы.